# Агни (конунг)
Агни (исл. Agne) — легендарный правитель, конунг Уппсалы из династии Инглингов, персонаж «Круга земного» Снорри Стурлусона.

## В средневековых источниках
Согласно «Саге об Инглингах», Агни был сыном Дага Мудрого и очень воинственным конунгом. Однажды он совершил набег на Страну Финнов, разбил в решающем бою их войско и захватил среди прочей добычи детей вождя финнов Фрости — дочь Скьяльв и сына Логи. Когда шведы уже высадились на родине и расположились на отдых на опушке леса, Агни устроил тризну по Фрости, так как об этом его попросила Скьяльв, на которой конунг хотел жениться.

На Агни конунге была тогда золотая гривна, которой когда-то владел Висбур… Пир шёл горой. Когда Агни конунг опьянел, Скьяльв сказала ему, чтобы он поберёг гривну, которая была у него на шее. Тогда он крепко привязал гривну к шее и лёг спать. А шатёр стоял на опушке леса, и над шатром было высокое дерево, которое защищало шатёр от солнечного жара. Когда Агни конунг заснул, Скьяльв взяла толстую веревку и привязала к гривне. Её люди опустили шесты палатки, закинули верёвку на ветви дерева и потянули так, что конунг повис под самыми ветвями. Тут ему пришла смерть.
— Сага об Инглингах XIX.
У Агни были сыновья Альрек и Эйрик, ставшие конунгами после него.

## Мнения учёных
Основной сохранившийся источник, рассказывающий об Агни, — «Круг земной» Снорри Стурлусона, сборник саг, составленный в XIII веке. Письменная традиция о ранних Инглингах возникла не раньше XII века, а потому она крайне ненадёжна. По выражению исследовательницы Гвинн Джонс, это скорее «мир легенд и сказок», чем мир истории. Сюжет об Агни имеет смешанную сказочно-мифологическую основу. Имена некоторых персонажей явно сказочные («Фрости» — «мороз», «Логи» — «огонь»). При этом здесь появляются месть за отца и убийство через повешение — мотивы, очень типичные для героических сказаний. Арон Гуревич видит в рассказе об Агни проявление мотива о родовом проклятии, воплощающемся в предметах.
Шведский археолог Биргер Нерман на основании археологических и других данных предложил датировать смерть Агни началом V века.